# Edict van Nérac

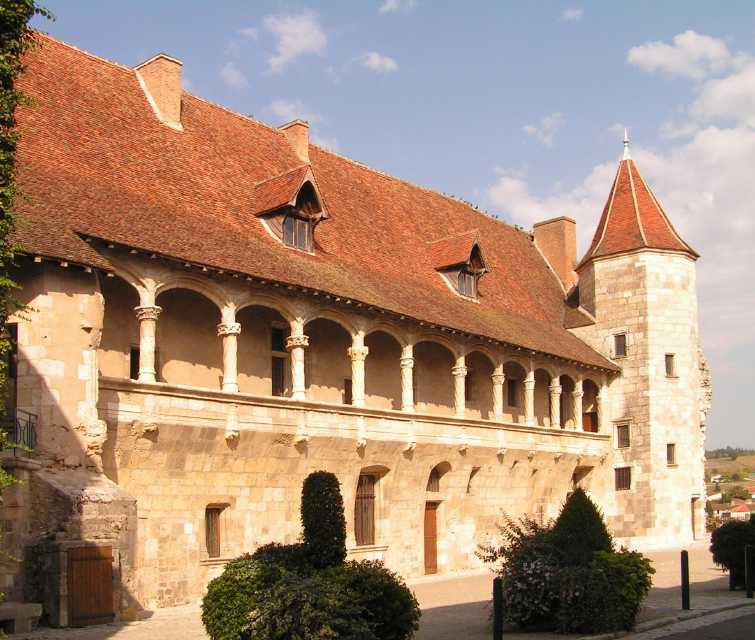
Kasteel van Nérac

Het Edict van Nérac werd getekend op 28 februari 1579 door Catharina de' Medici in naam van haar zoon koning Hendrik III van Frankrijk en haar schoonzoon Hendrik van Navarra.

## Context
Hendrik van Navarra trouwde in 1572 met Margaretha van Valois. Voor zijn aandeel in de Hugenotenoorlogen werd Hendrik in 1574 opgesloten in het Kasteel van Vincennes. In 1576 slaagde hij er in te ontsnappen en te vluchtten naar zijn eigen kasteel in Nérac. Deze gehele periode leefde hij gescheiden van zijn vrouw. Eind 1578 startte Catharina de' Medici een charmeoffensief en begin 1579 vergezelde zij haar dochter bij het bezoek aan het kasteel van Nérac, waar zij verschillende maanden zal verblijven. Aan het hof ging het er nog al losbandig aan toe, wat een inspiratiebron zou zijn geweest voor William Shakespeares toneelstuk Liefdes list en leed.

## Edict
Het verdrag bevestigde het edict van Poitiers en gaf de protestanten gedurende zes maanden 14 extra veilige steden. Zes maanden later weigerden de protestanten de steden terug te geven, het begin van de zevende oorlog.